# Little Longstone
Little Longstone est une paroisse civile et un village du Derbyshire, en Angleterre.